# Canton de Valençay
Le canton de Valençay est une circonscription électorale française située dans le département de l'Indre, en région Centre-Val de Loire.

## Histoire
Le canton fut créé le 15 février 1790. En 1801,, une modification est intervenue.
Le décret du 18 février 2014, divise par deux le nombre de cantons dans l'Indre. La mise en application a été effective aux élections départementales de mars 2015.
Le canton de Valençay est conservé et s'agrandit grâce à la fusion avec les cantons d'Écueillé et de Saint-Christophe-en-Bazelle. Il passe de 10 à 31 communes. Le bureau centralisateur est situé à Valençay.
Le 1er janvier 2016, les communes de Parpeçay, Sainte-Cécile et Varennes-sur-Fouzon fusionnent et donne la commune nouvelle de Val-Fouzon.
Le 1er janvier 2019, Villentrois et Faverolles-en-Berry fusionnent pour former la commune nouvelle de Villentrois-Faverolles-en-Berry.

## Géographie
Ce canton est organisé autour de la commune de Valençay. Il est inclus dans les arrondissements de Châteauroux (18 communes) et d'Issoudun (10 communes), et se situe au nord du département.
Son altitude varie de 71 m (La Vernelle) à 201 m (Villegouin).
Le canton dépend de la deuxième circonscription législative de l'Indre.

## Représentation

### Conseillers généraux de 1833 à 2015
| Période                                  | Période   | Identité                                                                         | Étiquette             | Qualité |
| ---------------------------------------- | --------- | -------------------------------------------------------------------------------- | --------------------- | --- |
| 1833                                     | 1836      | Prince Charles-Maurice de Talleyrand-Périgord                                    | ?                     | Maire de Valençay (1826-1831)                                                                                |
| 1836                                     | 1867      | Augustin-Hélie-Charles de Talleyrand-Périgord Duc de Valençay                    | ?                     | Pair de France Propriétaire à Valençay                                                                       |
| 1867                                     | 1875,     | Charles Guillaume Frédéric Boson Duc de Sagan de Talleyrand-Périgord (1832-1910) | ?                     | Officier de cavalerie Président du Comité de la société des steeple-chases (1873/1897)                       |
| 2 janvier 1876                           | 1877      | Léon Vesdy-Martin                                                                | Droite                | Propriétaire Palluau-sur-Indre puis à Valençay                                                               |
| 1877                                     | 1880      | Eugène Loiseau d'Entraigues (1804-1880)                                          | Républicain           | Conseiller d'ambassade                                                                                       |
| 1880                                     | 1907      | Armand James Bretheau (1841-1919)                                                | Républicain           | Président du conseil général de l'Indre en 1898 Maire de Vicq-sur-Nahon Médecin                              |
| 1907                                     | 1931      | Marcel Plat (1850-1954)                                                          | RG                    | Maire de Villentrois, conseiller d'arrondissement                                                            |
| 1931                                     | 1940      | Max Hymans                                                                       | SFIO puis USR         | Ministre Député de l'Indre (1928-1946) Avocat au barreau de Paris                                            |
|                                          |           |                                                                                  |                       | |
| 1942                                     | 1945      | Eugène Collin (1878-1956)                                                        |                       | Charpentier Maire de Valençay (1929-1944) Conseiller départemental en 1942                                   |
|                                          |           |                                                                                  |                       | |
| 1945                                     | juin 1961 | Max Hymans                                                                       | SFIO                  | Président du conseil général de l'Indre (1945-1951) Maire de Valençay (1949-1961) Avocat au barreau de Paris |
| juin 1961                                | mars 1979 | Maurice Pairoux                                                                  | SFIO puis DVG         | Directeur de la caisse locale du Crédit agricole Maire de Valençay (1965-1971)                               |
| mars 1979                                | mars 1998 | Pierre Renard                                                                    | DVD                   | Maire de Valençay (1977-1995) Vétérinaire                                                                    |
| mars 1998                                | mars 2015 | Claude Doucet,                                                                   | RPR puis UMP puis UDI | Vice-président du conseil départemental de l'Indre Maire de Valençay depuis 2001 Cadre de banque             |
| Les données manquantes sont à compléter. |           |                                                                                  |                       | |

### Conseillers d'arrondissement (de 1833 à 1940)
| Période                                  | Période      | Identité                                              | Étiquette | Qualité |
| ---------------------------------------- | ------------ | ----------------------------------------------------- | --------- | --- |
| 1833                                     | 1842         | Marc Jacques Archambault                              |           | Juge de paix à Valençay                                                                                     |
|                                          |              |                                                       |           | |
| 1883                                     | 1891 (décès) | Pierre Claude Adrien Ernest Brunaud-Labry (1819-1891) |           | Propriétaire, maire de Valençay (1881-1882 et 1884-1894)                                                    |
| 1891                                     | 1907         | Marcel Plat (1850-1954)                               | RG        | Maire de Villentrois                                                                                        |
| 1940                                     |              |                                                       |           | Les conseils d'arrondissement ont été suspendus par la loi du 12 octobre 1940 et n'ont jamais été réactivés |
| Les données manquantes sont à compléter. |              |                                                       |           | |

### Conseillers départementaux à partir de 2015
| Période élective | Période élective | Mandat | Mandat   | Identité        | Nuance | Nuance | Qualité |
| ---------------- | ---------------- | ------ | -------- | --------------- | ------ | ------ | --- |
| 2015             | 2021             | 2015   | 2021     | Claude Doucet   |        | UDI    | Vice-président du conseil départemental de l'Indre Maire de Valençay depuis 2001 Cadre de banque retraité          |
| 2015             | 2021             | 2015   | 2021     | Mireille Duvoux |        | LR     | Vice-présidente du conseil départemental de l'Indre Maire de Chabris (2013-2020) Retraitée de la Fonction Publique |
| 2021             | 2028             | 2021   | en cours | Claude Doucet   |        | UDI    | Conseiller sortant, 4e Vice-président délégué au Tourisme, à la Culture et à l'Environnement                       |
| 2021             | 2028             | 2021   | en cours | Mireille Duvoux |        | LR     | Conseillère sortante                                                                                               |

### Résultats électoraux

#### Cantonales de 2004
Élections cantonales de 2004 : Claude Doucet (UMP) est élu au 1er tour avec 59,38 % des suffrages exprimés, devant Patrick Chort (PCF) (23,63 %) et M.Ange Lemaitre (FN) (16,99 %). Le taux de participation est de 70,55 % (4 840 votants sur 6 860 inscrits).

#### Cantonales de 2011
Élections cantonales de 2011 : Claude Doucet (MPF) est élu au 1er tour avec 51,47 % des suffrages exprimés, devant Marie-France Cousin (FN) (18,98 %) et Cédric Marmuse (SOC) (17,32 %). Le taux de participation est de 64,15 % (2 398 votants sur 3 738 inscrits).

#### Départementales de 2015
À l'issue du 1er tour des élections départementales de 2015, deux binômes sont en ballottage : Claude Doucet et Mireille Duvoux (Union de la Droite, 45,69 %) et Marie-Claude Nicolaï-Santini et Michel Verdin (FN, 24,99 %). Le taux de participation est de 59,05 % (8 415 votants sur 14 251 inscrits) contre 53,14 % au niveau départemental et 50,17 % au niveau national.
Au second tour, Claude Doucet et Mireille Duvoux (Union de la Droite) sont élus avec 67,75 % des suffrages exprimés et un taux de participation de 59,64 % (5 157 voix pour 8 498 votants et 14 250 inscrits).

#### Élections de juin 2021
Le premier tour des élections départementales de 2021 est marqué par un très faible taux de participation (33,26 % au niveau national). Dans le canton de Valençay, ce taux de participation est de 40,48 % (5 442 votants sur 13 444 inscrits) contre 35,86 % au niveau départemental. À l'issue de ce premier tour, deux binômes sont en ballottage : Claude Doucet et Mireille Duvoux (Union à droite, 62,28 %) et Annette Porte et Alain Retsin (RN, 24,87 %).
Le second tour des élections est marqué une nouvelle fois par une abstention massive équivalente au premier tour. Les taux de participation sont de 34,36 % au niveau national, 35,86 % dans le département et 39,68 % dans le canton de Valençay. Claude Doucet et Mireille Duvoux (Union à droite) sont élus avec 73,5 % des suffrages exprimés (3 591 voix pour 5 336 votants et 13 447 inscrits),,.

## Composition

### Composition avant 2015

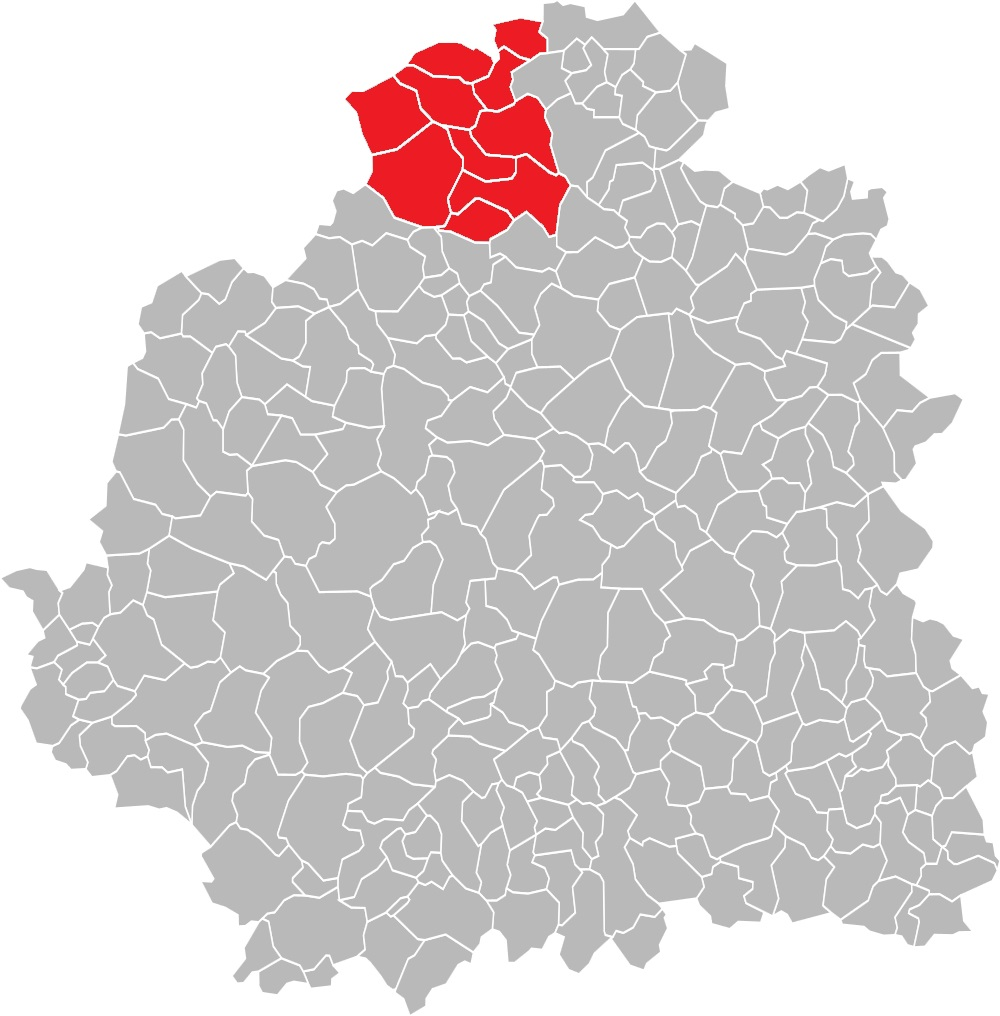
Situation du canton de Valençay, dans le département de l'Indre, de 1790 à mars 2015.

Le canton de Valençay, d'une superficie de 332,1 km2, était composé de dix communes.
| Nom                  | Code Insee | Codepostal | Superficie (km2) | Population (dernière pop. légale) | Densité (hab./km2) |
| -------------------- | ---------- | ---------- | ---------------- | --------------------------------- | ------------------ |
| Valençay (chef-lieu) | 36228      | 36600      | 41,59            | 2 577 (2012)                      | 62                 |
| Faverolles-en-Berry  | 36072      | 36360      | 41,41            | 347 (2012)                        | 8,4                |
| Fontguenand          | 36077      | 36600      | 18,24            | 235 (2012)                        | 13                 |
| Langé                | 36092      | 36600      | 20,63            | 297 (2012)                        | 14                 |
| Luçay-le-Mâle        | 36103      | 36360      | 68,08            | 1 456 (2012)                      | 21                 |
| Lye                  | 36107      | 36600      | 24,77            | 851 (2012)                        | 34                 |
| La Vernelle          | 36233      | 36600      | 17,08            | 781 (2012)                        | 46                 |
| Veuil                | 36235      | 36600      | 18,84            | 384 (2012)                        | 20                 |
| Vicq-sur-Nahon       | 36237      | 36600      | 49,08            | 778 (2012)                        | 16                 |
| Villentrois          | 36244      | 36600      | 32,38            | 614 (2012)                        | 19                 |

### Composition après 2015
Le nouveau canton de Valençay, d'une superficie de 789,48 km2, est composé de vingt-huit communes.
| Nom                              | Code Insee | Intercommunalité             | Superficie (km2) | Population (dernière pop. légale) | Densité (hab./km2) | Modifier                                    |
| -------------------------------- | ---------- | ---------------------------- | ---------------- | --------------------------------- | ------------------ | ------------------------------------------- |
| Valençay (bureau centralisateur) | 36228      | CC Écueillé-Valençay         | 41,59            | 2 239 (2022)                      | 54                 | modifier les données · modifier les données |
| Anjouin                          | 36004      | CC Chabris - Pays de Bazelle | 28,91            | 315 (2022)                        | 11                 | modifier les données · modifier les données |
| Bagneux                          | 36011      | CC Chabris - Pays de Bazelle | 25,30            | 173 (2022)                        | 6,8                | modifier les données · modifier les données |
| Chabris                          | 36034      | CC Chabris - Pays de Bazelle | 41,22            | 2 762 (2022)                      | 67                 | modifier les données · modifier les données |
| Dun-le-Poëlier                   | 36068      | CC Chabris - Pays de Bazelle | 22,56            | 437 (2022)                        | 19                 | modifier les données · modifier les données |
| Écueillé                         | 36069      | CC Écueillé-Valençay         | 34,90            | 1 189 (2022)                      | 34                 | modifier les données · modifier les données |
| Fontguenand                      | 36077      | CC Écueillé-Valençay         | 18,24            | 252 (2022)                        | 14                 | modifier les données · modifier les données |
| Frédille                         | 36080      | CC Écueillé-Valençay         | 6,31             | 76 (2022)                         | 12                 | modifier les données · modifier les données |
| Gehée                            | 36082      | CC Écueillé-Valençay         | 22,75            | 254 (2022)                        | 11                 | modifier les données · modifier les données |
| Heugnes                          | 36086      | CC Écueillé-Valençay         | 42,17            | 385 (2022)                        | 9,1                | modifier les données · modifier les données |
| Jeu-Maloches                     | 36090      | CC Écueillé-Valençay         | 12,73            | 119 (2022)                        | 9,3                | modifier les données · modifier les données |
| Langé                            | 36092      | CC Écueillé-Valençay         | 20,63            | 260 (2022)                        | 13                 | modifier les données · modifier les données |
| Luçay-le-Mâle                    | 36103      | CC Écueillé-Valençay         | 68,08            | 1 315 (2022)                      | 19                 | modifier les données · modifier les données |
| Lye                              | 36107      | CC Écueillé-Valençay         | 24,77            | 757 (2022)                        | 31                 | modifier les données · modifier les données |
| Menetou-sur-Nahon                | 36115      | CC Chabris - Pays de Bazelle | 6,98             | 143 (2022)                        | 20                 | modifier les données · modifier les données |
| Orville                          | 36147      | CC Chabris - Pays de Bazelle | 9,35             | 141 (2022)                        | 15                 | modifier les données · modifier les données |
| Pellevoisin                      | 36155      | CC Écueillé-Valençay         | 25,62            | 794 (2022)                        | 31                 | modifier les données · modifier les données |
| Poulaines                        | 36162      | CC Chabris - Pays de Bazelle | 46,32            | 816 (2022)                        | 18                 | modifier les données · modifier les données |
| Préaux                           | 36166      | CC Écueillé-Valençay         | 32,54            | 172 (2022)                        | 5,3                | modifier les données · modifier les données |
| Saint-Christophe-en-Bazelle      | 36185      | CC Chabris - Pays de Bazelle | 13,94            | 353 (2022)                        | 25                 | modifier les données · modifier les données |
| Selles-sur-Nahon                 | 36216      | CC Écueillé-Valençay         | 6,77             | 62 (2022)                         | 9,2                | modifier les données · modifier les données |
| Sembleçay                        | 36217      | CC Chabris - Pays de Bazelle | 8,08             | 101 (2022)                        | 13                 | modifier les données · modifier les données |
| Val-Fouzon                       | 36229      | CC Chabris - Pays de Bazelle | 46,90            | 944 (2022)                        | 20                 | modifier les données · modifier les données |
| La Vernelle                      | 36233      | CC Écueillé-Valençay         | 17,08            | 799 (2022)                        | 47                 | modifier les données · modifier les données |
| Veuil                            | 36235      | CC Écueillé-Valençay         | 18,84            | 378 (2022)                        | 20                 | modifier les données · modifier les données |
| Vicq-sur-Nahon                   | 36237      | CC Écueillé-Valençay         | 49,08            | 681 (2022)                        | 14                 | modifier les données · modifier les données |
| Villegouin                       | 36243      | CC Écueillé-Valençay         | 24,03            | 321 (2022)                        | 13                 | modifier les données · modifier les données |
| Villentrois-Faverolles-en-Berry  | 36244      | CC Écueillé-Valençay         | 73,79            | 880 (2022)                        | 12                 | modifier les données · modifier les données |
| Canton de Valençay               | 3613       |                              | 789,48           | 17 118 (2022)                     | 22                 | modifier les données                        |

## Démographie

### Démographie avant 2015
| 1962   | 1968   | 1975   | 1982   | 1990  | 1999  | 2006  | 2011  | 2012  |
| ------ | ------ | ------ | ------ | ----- | ----- | ----- | ----- | ----- |
| 10 409 | 10 213 | 10 082 | 10 054 | 9 386 | 8 626 | 8 438 | 8 309 | 8 320 |

### Démographie depuis 2015
En 2022, le canton comptait 17 118 habitants, en évolution de −2,83 % par rapport à 2016 (Indre : −3 %, France hors Mayotte : +2,11 %).
| 2013   | 2018   | 2022   |
| ------ | ------ | ------ |
| 18 296 | 17 301 | 17 118 |